# Brion-près-Thouet
Pour les articles homonymes, voir Brion.
Brion-près-Thouet est une commune de l'Ouest de la France située dans le département des Deux-Sèvres, en région Nouvelle-Aquitaine.

## Géographie
La commune de Brion-près-Thouet se situe au nord du département des Deux-Sèvres dans la région Nouvelle-Aquitaine.
La commune est située à 7 km de Thouars, à 7 km de Montreuil-Bellay, à 20 km de Saumur et à 50 km d'Angers.

### Divers
La commune fait partie de la communauté de communes du Thouarsais et du syndicat du Pays thouarsais.

### Climat
Pour des articles plus généraux, voir Climat de la Nouvelle-Aquitaine et Climat des Deux-Sèvres.
Historiquement, la commune est exposée à un climat océanique du nord-ouest.  
En 2020, Météo-France publie une typologie des climats de la France métropolitaine dans laquelle la commune est dans une zone de transition entre le climat océanique et le climat océanique altéré et est dans la région climatique  Moyenne vallée de la Loire, caractérisée par une bonne insolation (1 850 h/an) et un été peu pluvieux.
Pour la période 1971-2000, la température annuelle moyenne est de 12 °C, avec une amplitude thermique annuelle de 14,8 °C. Le cumul annuel moyen de précipitations est de 594 mm, avec 10,7 jours de précipitations en janvier et 6,1 jours en juillet. Pour la période 1991-2020, la température moyenne annuelle observée sur la station météorologique la plus proche, située sur la commune de Loretz-d'Argenton à 6 km à vol d'oiseau, est de 12,9 °C et le cumul annuel moyen de précipitations est de 606,9 mm,. Pour l'avenir, les paramètres climatiques de la commune estimés pour 2050 selon différents scénarios d’émission de gaz à effet de serre sont consultables sur un site dédié publié par Météo-France en novembre 2022.

## Urbanisme

### Typologie
Au 1er janvier 2024, Brion-près-Thouet est catégorisée commune rurale à habitat dispersé, selon la nouvelle grille communale de densité à sept niveaux définie par l'Insee en 2022.
Elle est située hors unité urbaine. Par ailleurs la commune fait partie de l'aire d'attraction de Thouars, dont elle est une commune de la couronne,. Cette aire, qui regroupe 26 communes, est catégorisée dans les aires de moins de 50 000 habitants,.

### Occupation des sols
L'occupation des sols de la commune, telle qu'elle ressort de la base de données européenne d’occupation biophysique des sols Corine Land Cover (CLC), est marquée par l'importance des territoires agricoles (82,1 % en 2018), une proportion sensiblement équivalente à celle de 1990 (82,7 %). La répartition détaillée en 2018 est la suivante : 
terres arables (59,7 %), zones agricoles hétérogènes (15,7 %), forêts (10,3 %), zones urbanisées (7,5 %), prairies (6,8 %). L'évolution de l’occupation des sols de la commune et de ses infrastructures peut être observée sur les différentes représentations cartographiques du territoire : la carte de Cassini (XVIIIe siècle), la carte d'état-major (1820-1866) et les cartes ou photos aériennes de l'IGN pour la période actuelle (1950 à aujourd'hui).

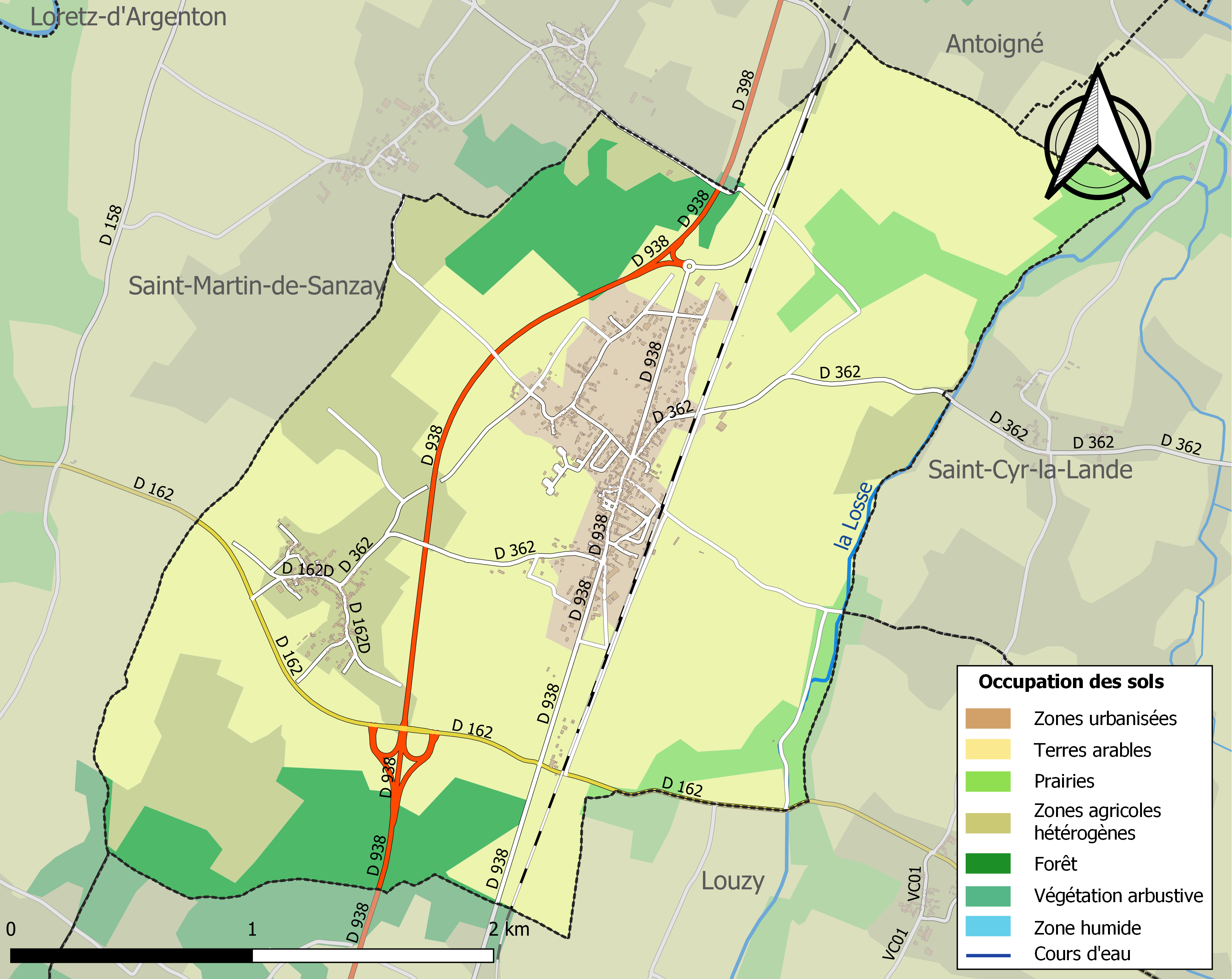
Carte des infrastructures et de l'occupation des sols de la commune en 2018 (CLC).

### Risques majeurs
Le territoire de la commune de Brion-près-Thouet est vulnérable à différents aléas naturels : météorologiques (tempête, orage, neige, grand froid, canicule ou sécheresse), mouvements de terrains et séisme (sismicité modérée). Il est également exposé à un risque technologique,  le transport de matières dangereuses. Un site publié par le BRGM permet d'évaluer simplement et rapidement les risques d'un bien localisé soit par son adresse soit par le numéro de sa parcelle.

#### Risques naturels

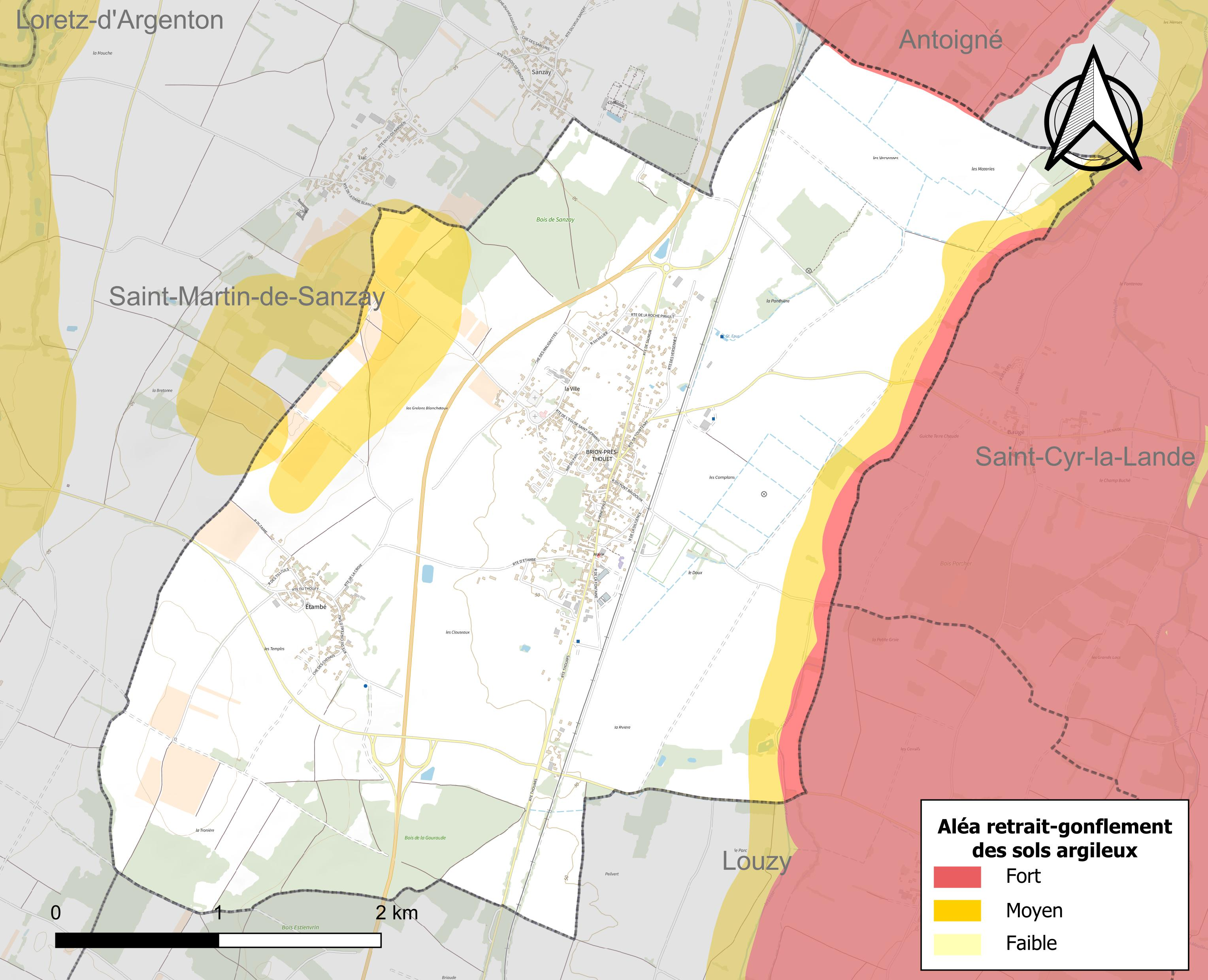
Carte des zones d'aléa retrait-gonflement des sols argileux de Brion-près-Thouet.

Les mouvements de terrains susceptibles de se produire sur la commune sont des tassements différentiels. Le retrait-gonflement des sols argileux est susceptible d'engendrer des dommages importants aux bâtiments en cas d’alternance de périodes de sécheresse et de pluie. 11,8 % de la superficie communale est en aléa moyen ou fort (54,9 % au niveau départemental et 48,5 % au niveau national). Depuis le 1er octobre 2020, en application de la loi ELAN, différentes contraintes s'imposent aux vendeurs, maîtres d'ouvrages ou constructeurs de biens situés dans une zone classée en aléa moyen ou fort,.
La commune a été reconnue en état de catastrophe naturelle au titre des dommages causés par les inondations et coulées de boue survenues en 1982, 1983, 1999 et 2010, par la sécheresse en 1989, 1991, 1992, 2003, 2005, 2009 et 2017 et par des mouvements de terrain en 1999 et 2010.

## Histoire
Brion est une ancienne paroisse des marches d'Anjou, située dans le périmètre du vignoble de Saumur et de la plaine de Thouars.
Jusqu'aux années 1960/1970, la commune était peuplée principalement de petits agriculteurs qui y pratiquaient la polyculture, avec culture de céréales vivrières (blé, orge, avoine, seigle) également commercialisées pour l’alimentation du bétail (petite production de veaux de boucherie et vaches laitières). La vigne était aussi présente, particulièrement sur les hauteurs du hameau d'Étambé, lieu-dit les Grélons, terroir de cépages blancs (chenin rayon d'or). En d'autres lieux de la commune, des parcelles éparses produisaient des vins rouges de consommation courante de cépage otello 54/55.
Le village comptait aussi quelques artisans (boulanger pâtissier, maréchal ferrant, (cordonnier, bourrelier jusqu'en 1960 environ) un producteur de fleurs, une boucherie, une charcuterie, un tabac presse, un marchand d'engrais, un négociant en vin, une station service sortie nord du village, maçons, ferblantier, couvreur, un salon de coiffure homme et un salon coiffure dame, deux bars, une infirmière dont un fils sera un grand chirurgien à Niort.
Le village possédait un lavoir municipal éloigné du centre du village et de ce fait peu fréquenté.
Sur le plan culturel, il existait un patronage très actif jusqu'en 1969 environ au sein duquel les habitants du village étaient très impliqués (pièces de théâtre). L'école communale comptait deux classes, une troisième (maternelle) fut ouverte en septembre 1957 au nord du village.
Vers les années 1960, le redressement et le creusement du ruisseau dont les berges présentaient l'aspect d'un bocage puis plus tard le remembrement, ces opérations allaient totalement bouleverser l'aspect de la campagne.
Par arrêté préfectoral du 4 décembre 1972 effectif au 1er janvier 1973, Brion-près-Thouet s'est associée à Saint-Martin-de-Sanzay perdant ainsi son caractère de commune indépendante. Brion-près-Thouet est redevenue commune à part entière le 15 février 1983 (arrêté préfectoral du 18 janvier 1983).

## Politique et administration
| Période   | Période | Identité          | Étiquette | Qualité |
| --------- | ------- | ----------------- | --------- | ------- |
| mars 1983 | 2001    | Robert Gonord     | SE        |         |
| mars 2008 |         | Thierry Déchereux |           |         |

## Démographie
L'évolution du nombre d'habitants est connue à travers les recensements de la population effectués dans la commune depuis 1793. Pour les communes de moins de 10 000 habitants, une enquête de recensement portant sur toute la population est réalisée tous les cinq ans, les populations de référence des années intermédiaires étant quant à elles estimées par interpolation ou extrapolation. Pour la commune, le premier recensement exhaustif entrant dans le cadre du nouveau dispositif a été réalisé en 2007.

En 2022, la commune comptait 753 habitants, en évolution de +0,13 % par rapport à 2016 (Deux-Sèvres : +0,18 %, France hors Mayotte : +2,11 %).
| 1793 | 1800 | 1806 | 1821 | 1831 | 1836 | 1841 | 1846 | 1851 |
| ---- | ---- | ---- | ---- | ---- | ---- | ---- | ---- | ---- |
| 470  | 455  | 478  | 475  | 452  | 518  | 523  | 528  | 571  |

| 1856 | 1861 | 1866 | 1872 | 1876 | 1881 | 1886 | 1891 | 1896 |
| ---- | ---- | ---- | ---- | ---- | ---- | ---- | ---- | ---- |
| 589  | 573  | 542  | 526  | 496  | 496  | 520  | 507  | 545  |

| 1901 | 1906 | 1911 | 1921 | 1926 | 1931 | 1936 | 1946 | 1954 |
| ---- | ---- | ---- | ---- | ---- | ---- | ---- | ---- | ---- |
| 515  | 537  | 554  | 505  | 537  | 515  | 563  | 532  | 510  |

| 1962 | 1968 | 1990 | 1999 | 2006 | 2007 | 2012 | 2017 | 2022 |
| ---- | ---- | ---- | ---- | ---- | ---- | ---- | ---- | ---- |
| 502  | 448  | 699  | 713  | 755  | 762  | 769  | 740  | 753  |

Note : lors des recensements de 1975 et 1982, Brion-près-Thouet était associée à Saint-Martin-de-Sanzay.

## Lieux et monuments
- Église Saint-Germain de Brion-près-Thouet.

## Héraldique
| Blason de Brion-près-Thouet | Blason  | De gueules à la barre d'or chargée d'une coquille du champ posée à plomb et accompagnée en chef d'un léopard d'or et en pointe d'une tour d'argent ouverte et ajourée de sable; à la rivière d'argent mouvant de la pointe. |
| Blason de Brion-près-Thouet | Détails | Le statut officiel du blason reste à déterminer. |

## Sources